# Ayao Komatsu
Det här är en artikel om en person med japanskt personnamn; Komatsu är familjenamnet.
Ayao Komatsu (小松 礼雄 Komatsu Ayao?), född 28 januari 1976, är en japansk ingenjör som för närvarande arbetar som stallchef för Haas F1 Team i Formel 1.

## Utbildning
Komatsu föddes i Tokyo i Japan den 28 januari 1976, och flyttade till Storbritannien 1995 för att studera vid Loughborough University, där han tog en kandidatexamen i fordonsteknik och en doktorsexamen i fordonsdynamik och kontroll.

## Karriär
Komatsu började sin karriär inom motorsport 2003 som däckingenjör för British American Racing, där han stannade i två säsonger. 2006 flyttade han till Renault för att arbeta som prestationsingenjör, och började i testteamet innan han befordrades till racerteamet som arbetade med förare som Nelson Piquet Jr., Romain Grosjean och Vitaly Petrov.
Efter att Mark Slade lämnade i början av säsongen 2011 befordrades han till Petrovs raceingenjör, och arbetade med honom i ett år innan han återigen samarbetade med Grosjean under 2012. 2015 befordrades Komatsu till tävlingschef på Lotus, vilket hjälpte Grosjean och teamet att ta en pallplats vid Belgiens Grand Prix 2015. När Grosjean gick till det nystartade Haas F1-teamet följde Komatsu med honom och blev ingenjörschef 2016.
Komatsu blev teamchef för Haas den 10 januari 2024 efter att Günther Steiner lämnat stallet.